# Bedřich Fučík
Bedřich Fučík (Pseudonym Václav Horák; * 4. Januar 1900 in Čáslavice bei Třebíč; † 2. Juli 1984 in Prag) war ein tschechischer Literaturkritiker, Editor und Übersetzer.

## Leben
Nach dem Abitur 1920 in Třebíč, studierte Fučík Vergleichende Literaturwissenschaft an der philosophischen Fakultät der Karls-Universität und schrieb 1927 seine Doktorarbeit. Danach war er bis 1931 Redakteur der literarischen Monatszeitschrift Tvar (Form). 1928 wurde er Sekretär und ein Jahr später bis 1939 Direktor des Verlages Melantrich. Bis 1943 war er Chefredakteur des Verlagshauses Josef Richard Vilímek.
1945 wurde er zum vorsitzenden Direktor des tschechischen Buchverlags- und -handelsvereins. Nach 1948 arbeitete er als Korrektor im Verlag Vyšehrad. 1951 wird er inhaftiert und ein Jahr später nach einem Schauprozess zu fünfzehn Jahren Haft verurteilt. Die Entlassung folgte nach der großen Amnestie 1960. Erst 1967 kommt es zur vollständigen Rehabilitation.
Bedřich Fučík war mit der Übersetzerin Jitka Fučíková verheiratet.

## Werke
Fučík gehört zu den katholisch orientierten Literaturkritikern, deren Kritik gegen avantgardistische Kunst der proletarischen Revolution gerichtet war. Als Editor organisierte er unter anderem das Werk von František Xaver Šalda und eine Reihe von Veröffentlichungen der böhmischen katholischen Gruppe.
Daneben schrieb er zahlreiche Zeitungsbeiträge und Essays. Außerdem war Fučík als Übersetzer tätig.